# Orobanche iammonensis
Orobanche iammonensis är en snyltrotsväxtart som beskrevs av A.Pujadas och P.Fraga. Orobanche iammonensis ingår i släktet snyltrötter, och familjen snyltrotsväxter. Inga underarter finns listade i Catalogue of Life.